# Timothy Anjembe
Timothy Anjembe (* 20. September 1987 in Gboko) ist ein nigerianischer Fußballspieler.

## Karriere
Timothy Anjembe erlernte das Fußballspielen in der Jugendmannschaft der BCC Lions im nigerianischen Gboko. 2005 stand er bei den Lobi Stars in Makurdi unter Vertrag. Der Verein spielte in der ersten nigerianischen Liga, der Nigeria Premier League. Nach einem halben Jahr wechselte er Anfang 2006 zum FC Enyimba nach Aba. 2009 zog es ihn nach Asien. In Vietnam unterschrieb er einen Vertrag beim Vissai Ninh Bình FC in Ninh Bình. Direkt nach Vertragsunterschrift wurde er an den FC Đồng Tháp aus Cao Lãnh ausgeliehen. Von 2010 bis August 2011 stand er beim Hòa Phát Hà Nội FC unter Vertrag. Der Verein aus Hanoi spielte in der ersten Liga, der V.League 1. Im August 2011 verpflichtete ihn der Hà Nội FC. 2012 wurde er mit 17 Toren Torschützenkönig der Liga. Ende der Saison ging er wieder zu seinem ehemaligen Verein Vissai Ninh Bình FC. Mit Ninh Bình gewann er 2013 den Pokal und den Supercup. Die Saison 2014 spielte er beim Hoàng Anh Gia Lai in Pleiku. Hier schoss er 18 Tore in 20 Erstligaspielen. Nach der Saison nahm ihn der Ligakonkurrent FC Thanh Hóa unter Vertrag. Mit Thanh Hóa spielte er zweimal in der ersten Liga. Mitte Januar 2015 wurde sein Vertrag aufgelöst.
Seit Mitte Januar 2015 ist er vertrags- und vereinslos.

## Erfolge
Vissai Ninh Bình FC
- Vietnamesischer Fußballpokal: 2013
- Vietnamesischer Supercup: 2013

## Auszeichnungen
V.League 1
- Torschützenkönig: 2012[1]